# Carrara
Carrara es un municipio italiano de la provincia de Massa-Carrara, en la región de Toscana. Centro de una importante industria marmolística, gracias al famoso mármol blanco que se extrae en sus proximidades, que se conoce como «mármol de Carrara», constituyó junto con Massa el Ducado de Massa y Carrara entre los siglos XV y XIX. Entre los monumentos de la ciudad cabe destacar la catedral del siglo XII y el palacio ducal del siglo XVI, actualmente sede de la Academia de Bellas Artes.

## Evolución demográfica
| Gráfica de evolución demográfica de Carrara entre 1861 y 2001 |
|                                                               |
| Fuente ISTAT - elaboración gráfica de Wikipedia               |